# 종로동 (서울)
종로동(鍾路洞)은 서울특별시 종로구의 행정동군이다. 종로1·2·3·4가동과 종로5·6가동이 있으며, 종로1·2·3·4가동은 법정동 종로1가, 종로2가, 종로3가, 종로4가를 포함한 주변 지역을 포함하고 있으며 종로5·6가동은 법정동 종로5가, 종로6가 및 인근 지역을 포함하고 있다. 두 동이 관할하는 지역을 종로라고 부른다.

## 역사와 유래
한성부는 처음부터 조선 왕조의 도성의 역할을 하기 위해 계획 도시로 건설된 곳이다. 종로 또한 계획적으로 만들어진 도로였다. 조선시대의 종로는 영조척(營造尺)으로 폭 56척, 양옆의 수구(水溝)는 각각 폭 2척의 넓이로 이루어졌다.
처음에는 특별히 붙은 이름이 없었으나, 조정에서 공인을 받은 여섯 군데 큰 상점인 육의전이 있어 사람들이 구름처럼 많이 왕래한다는 뜻으로 ‘운종가’(雲從街)라 불리었다가, 나중에 종각이 설치된 이후 시간이 지남에 따라 ‘종로’라는 이름으로 바뀌었고 그것이 지금에 이르게 되었다.
세종대로가 정치적 중심 지역이었던 것에 반하여, 종로는 육의전(六矣廛)을 비롯하여 많은 상점들이 분포하였던 상업지역이었다. 종로는 동서를 횡단하는 도성 내 간선 도로였으나, 조선 후기로 오면서 도로변을 잠식하는 가건물 및 상점들이 늘어나 도로 폭이 점차 줄어들었다고 한다. 이러한 현상은 현재까지 지속되어 양품점·서점·제과점을 비롯하여 동대문시장까지 분포하는 대형 상업 지역을 이루게 된 근간이 되었다.

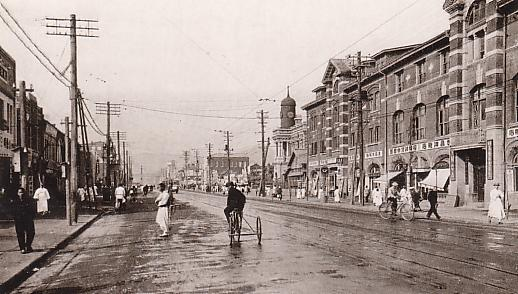
일제 시대의 종로2가

## 법정동
종로1·2·3·4가동
- 세종로
- 청진동
- 서린동
- 수송동
- 중학동
- 종로1가
- 공평동
- 관훈동
- 견지동
- 와룡동
- 권농동
- 운니동
- 익선동
- 경운동
- 관철동
- 인사동
- 낙원동
- 종로2가
- 훈정동
- 묘동
- 봉익동
- 돈의동
- 장사동
- 관수동
- 종로3가
- 인의동
- 예지동
- 원남동
- 종로4가

종로5·6가동
- 연지동
- 효제동
- 종로5가
- 종로6가
- 충신동

## 교통
- 종각역
- 종로3가역
- 종로5가역
- 안국역
- 광화문역
- 동대문역

## 주요 기관 및 명소
- 종로구청 - 신축 중
- 종로세무서
- 종로구의회
- 선거연수원
- 서울특별시선거관리위원회
- 서울특별시소방방재본부
- 문화재청 창덕궁관리소
- 문화재청 창경궁관리소
- 문화재청 종묘관리소
- 남북회담사무국
- 한국무역보험공사
- 서울종로경찰서
- 서울혜화경찰서
- 광화문우체국
- 피맛골: 조선 시대에 종로를 행차하던 양반들을 피하기 위해 서민들이 이용하던 골목길. 종로 1가부터 종로 3가까지 남아 있으며 2009년 12월에 철거될 예정이었으나 논란이 있어 유지되었다.[2].
- 보신각
- 인사동: 전통문화의 거리로서 고미술점, 공예점, 전통찻집, 음식점 등이 몰려 있다.
- 낙원상가: 본래 최상층까지의 건물의 상부는 주거용 아파트로 설계되었고 여타 상업 시설을 입주시켜 주상복합 건물로서 건설하였으나, 주거 기능은 점차 쇠퇴하였고, 지금은 1층부터 4층까지 많은 악기 상점과 악기 유통업체 사무실 등이 입주하여 있으며, 영화관도 들어와 있다. 상가 주변에는 전통 떡집과 국밥집을 찾아볼 수 있다.
- 탑골공원
- 세운상가: 종묘 건너편에 있는 전자 부품과 전자 제품 전문 상가.
- 동대문시장: 흥인지문 근처에 있는 의류 전문 상가.
- 청계천
- 익선동
- 연합뉴스 / 연합뉴스TV
- 동아일보 / 채널A

## 사건사고
- 종로 여관 방화 사건
- 종로 고시원 화재